# Liste der Universitäten in Angola
Die Liste der Universitäten in Angola umfasst alle Hochschulen in dem afrikanischen Staat Angola.

## Staatliche Hochschulen
| Universität (staatl. U.)                       | Gründungs- jahr | Sitz       | Studenten (2011) | Website            |
| ---------------------------------------------- | --------------- | ---------- | ---------------- | ------------------ |
| Universidade Agostinho Neto (UAN)              | 1962            | Luanda     | 20.536           | www.uan.ao         |
| Universidade Katyavala Bwila (UKB)             | 2009            | Benguela   | 6.063            | www.ukb.ed.ao      |
| Universidade Mandume ya Ndemofayo (UMN)        | 2009            | Lubango    | 5.380            | umn.ed.ao/umn      |
| Universidade Lueji-a-Nkonde (ULAN)             | 2009            | Dundo      | 5.066            | www.ulan.ed.ao     |
| Universidade José Eduardo dos Santos (UJES)    | 2009            | Huambo     | 4.771            | www.ujes-ao.org    |
| ISCED do Lubango                               | 2009            | Lubango    | 4.656            | www.iscedhuila.net |
| Universidade 11 de Novembro (UON)              | 2009            | Cabinda    | 4.207            | www.uon.ed.ao      |
| ISCED do Uíge                                  | 2009            | Uíge       | 3.651            |                    |
| ISCED de Luanda                                | 2009            | Luanda     | 2.619            | isced.ed.ao        |
| ISCED do Huambo                                | 2009            | Huambo     | 2.532            | isced-hbo.ed.ao    |
| Instituto Superior Politécnico do Kuanza-Norte | 2009            | Ndalatando | 2.129            |                    |
| Universidade Kimpa Vita (UKV)                  | 2009            | Uíge       | 1.769            | www.unikivi.com    |
| Escola Superior Pedagógica do Bengo            | 2009            | Caxito     | 1.093            |                    |
| Escola Superior Pedagógica do Bié              | 2009            | Kuito      | 1.052            |                    |
| Instituto Superior Politécnico do Kuanza-Sul   | 2009            | Sumbe      | 954              |                    |
| Instituto Superior de Serviço Social de Luanda | 2009            | Luanda     | 705              |                    |

## Private Hochschulen
| Hochschule (privat)                                                      | Gründungs- jahr | Sitz     | Studenten (2011) | Website                |
| ------------------------------------------------------------------------ | --------------- | -------- | ---------------- | ---------------------- |
| Universidade Jean Piaget de Angola (UJPA)                                | 2001            | Luanda   | 8.495            |                        |
| Universidade Técnica de Angola (UTANGA)                                  | 2007            | Luanda   | 7.044            | www.utanga.co.ao       |
| Universidade Independente de Angola (UNIA)                               | 2005            | Luanda   | 6.561            | www.unia.ao            |
| Instituto Superior Técnico de Angola (ISTA)                              | 2007            | Luanda   | 5.873            | www.ista-angola.com    |
| Universidade Lusíada de Angola (ULA)                                     | 2002            | Luanda   | 5.722            |                        |
| Universidade Gregório Semedo (UGS)                                       | 2007            | Luanda   | 5.722            | www.ugs.ed.ao          |
| Universidade Óscar Ribas (UOR)                                           | 2007            | Luanda   | 4.942            | www.uor.ed.ao          |
| Universidade Católica de Angola (UCAN)                                   | 1992            | Luanda   | 4.524            | www.ucan.edu           |
| Universidade de Belas (UNIBELAS)                                         | 2007            | Luanda   | 4.414            |                        |
| Instituto Superior de Ciências Sociais e Relações Internacionais (CIS)   | 2007            | Luanda   | 3.583            | cis-edu.org            |
| Universidade Privada de Angola (UPRA)                                    | 2007            | Luanda   | 3.222            | www.upra.ao            |
| Instituto Superior Politécnico Metropolitano                             | 2011            | Luanda   | 3.080            | www.unimetroangola.com |
| Universidade Metodista de Angola (UMA)                                   | 2007            | Luanda   | 2.109            | www.uma.co.ao          |
| Instituto Superior Politécnico Kangonjo                                  | 2011            | Luanda   | 1.658            |                        |
| Instituto Superior Politécnico da Tundavala                              | 2011            | Lubango  | 1.505            |                        |
| Instituto Superior Politécnico de Benguela                               | 2011            | Benguela | 1.081            |                        |
| Instituto Superior Politécnico do Cazenga (ISPOCA)                       | 2011            | Luanda   | 1.047            | www.ispoca.com         |
| Instituto Superior Politécnico Gregório Semedo                           | 2011            | Lubango  | 991              |                        |
| Instituto Superior Politécnico de Humanidades e Tecnologias "Ekuikui II" | 2011            | Huambo   | 750              |                        |
| Instituto Superior Politécnico Independente                              | 2011            | Lubango  | 510              |                        |
| Instituto Superior Politécnico de Tecnologias                            | 2011            | Luanda   | -                |                        |
| Instituto Superior Politécnico Pangeia                                   | 2011            | Lubango  | -                |                        |